# Тахеометр

Електронний тахеометр

Тахеометр — електронно-оптичний інструмент, що використовується у сучасній геодезії, призначений для вимірювання горизонтальних і вертикальних кутів, віддалей та перевищень, тобто для виконання планово-висотної (тахеометричної) зйомки місцевості полярним способом. 
Тахеометри використовуються для визначення планових координат і перевищень точок місцевості при топографичній зйомці місцевості, при розбивочних роботах, виносі на місцевість планових координат і висот проектних точок. Сервопривідні тахеометри можуть використовуватись  для більш складних задач (3D сканування поверхонь об'єктів, моніторинг та ін.).

## Класифікація
За типом далекоміра та способом реєстрації результатів вимірювань, тахеометри поділяються на:
- оптико-механічні (з власною базою, номограмні, подвійного зображення),
- електронно-оптичні,
- електронні[1]
- реєструвальні.

В останніх вся інформація автоматично записується на носій. Вони широко застосовуються для виконання зйомок місцевості. В загальній системі автоматичного складання топографічних карт реєструвальні тахеометри є першою ланкою. 
За типом далекоміра тахеометри поділяються на:
- звичайні (ті, для вимірювання відстаней з якими використовуються спеціальні відбивачі: призмові або плівкові);
- безвідбивачеві (ті, що здатні виконувати вимірювання на точки, розташовані на будь-якій твердій поверхні об'єктів зйомки).

Більшість сучасних тахеометрів є безвідбивачевими.
За типом механізма обертання електронні тахеометри поділяються на механічні та сервопривідні. Механічні тахеометри, при роботі з якими геодезист наводить зорову трубу на ціль вручну, за допомогою навідних гвинтів, відрізняються більшою простотою в роботі та меншою вартістю. В сервопривідних моделях обертання алідади та зорової труби тахеометра виконують допоміжні механізми (сервоприводи), завдяки чому підвищується продуктивність праці, бо оператор може керувати приладом дистанційно, знаходячись з боку вішки на значній відстані.

## Конструкція і принцип дії
Тахеометр включає в себе:
- електронний теодоліт (кутомір);
- електронний далекомір;
- GPS-приймач;
- обчислювальний пристрій з пам'яттю, для вимірювання похилих відстаней до заданих точок, горизонтальних і вертикальних кутів, та перетворення результатів із сферичної до декартової системи координат.

У лазерних далекомірах відстані вимірюються:
- по різниці фаз випущеного і відбитого променя (фазовий лазерний далекомір),
- за часом проходження променя лазера до відбивача і назад (імпульсний лазерний далекомір).

Точність вимірювання залежить від технічних можливостей моделі тахеометра, та від зовнішніх параметрів: температури, тиску, вологості тощо.
Діапазон вимірювання відстаней залежить від режиму роботи тахеометра: відбивний та безвідбивний. Дальність вимірювань при безвідбивному режимі прямо залежить від відбивних властивостей поверхні, на яку проводиться вимірювання. Для світлої гладкої поверхні (штукатурка, кахельна плитка тощо) вона в кілька разів перевищує максимально можливу відстань, виміряну на темній поверхні. Максимальна дальність лінійних вимірювань для режиму з відбивачем (призмою) — до п'яти кілометрів (при декількох призмах — ще далі); для безвідбивного режиму — до одного кілометра. Моделі тахеометрів, які мають безвідбивний режим, можуть вимірювати відстані практично до будь-якої поверхні, однак слід з обережністю ставитися до результатів вимірювань, проведених крізь гілки, листя і подібні перешкоди, оскільки невідомо, від чого саме відіб'ється промінь, і, відповідно, відстань до чого він виміряв.
Існують моделі тахеометрів, з далекоміром поєднаним з системою фокусування зорової труби. Переваги таких приладів в тому, що вимірювання відстаней виробляється саме на той об'єкт, по якому в цей час виставлена зорова труба приладу.
Точність кутових вимірів сучасним тахеометром досягає половини кутової секунди (0°00'00,5"), відстаней — до 0.5 (1) мм + 1 мм на км (наприклад, в тахеометрах серії NET05 від фірми SOKKIA або Trimble S8-0.5R).
Точність лінійних вимірювань в безвідбивному режимі — до 1 мм + 1 мм на км.
Більшість сучасних тахеометрів обладнані обчислювальним і запам'ятовуючим пристроями, що дозволяють зберігати виміряні або проектні дані, обчислювати координати точок, недоступних для прямих вимірювань, за непрямими спостереженнями, і т. д. Деякі сучасні моделі оснащені GPS-приймачем (наприклад, Leica Smart Station).
Сучасні тахеометри значно розрізняються за своїми технічними характеристиками і конструктивним особливостям в залежності від орієнтації на конкретного користувача або сферу застосування. Так, ряд моделей тахеометрів має поєднану систему, що об'єднує можливості тахеометра і супутникового приймача, що приймає сигнали глобальних навігаційних супутникових систем GPS (Global Positioning System). Використання таких приладів в режимі статики (GPS-приймач знаходиться на закріпленій точці з відомими координатами, а «мобільний» прилад переміщається по певним точкам, проводячи вимірювання) дозволяє отримувати координати пунктів з точністю до 1 м. Вимірювання при цьому можна здійснювати приймачами, які перебувають на відстані декількох десятків кілометрів один від одного в будь-який час і в будь-яку погоду.

## Виробники тахеометрів
- Trimble Navigation Ltd.
  - Spectra Precision, сьогодні є підрозділом Trimble, хоча виробляє продукцію під власним брендом.
  - Nikon,  сьогодні є часткою спільного підприємства Trimble/Nikon, хоча виробляє продукцію під власним брендом.
  - Geodimeter (нині не існуюча), сьогодні є часткою Trimble Navigation Ltd.
  - Carl Zeiss (нині не існуюча), сьогодні є часткою Trimble Navigations Ltd.
- F. W. Breithaupt & Sohn
- Fennel (сьогодні: Geo-Fennel)
- Hilti
- Leica Geosystems
  - Kern & Co. AG (до 1992, сьогодні Leica Geosystems)
  -  Wild Heerbrugg AG (нині не існуюча). Компанія була приєднана до Leica Geosystems в 1990 році
- Miller, Innsbruck (до 1990)
- Ruide
- Sokkia
- Topcon
- South Precision Instrument Pvt. Ltd.
- TI Asahi Co., Ltd., почала виробництво геодезичних інструментів під брендом Pentax у 2009 році.
- Stonex
- Geomax
- Nivel System
- Foif
- Condtrol